# Estádio Municipal Tibério Barbosa Nunes
Estádio Municipal Tibério Barbosa Nunes – stadion piłkarski, w Floriano, Piauí, Brazylia, na którym swoje mecze rozgrywa klub Associação Atlética Cori-Sabbá.